# Дударев, Дмитрий Александрович
Дми́трий Алекса́ндрович Ду́дарев (1890—1960) — украинский советский актёр, режиссёр. Народный артист УССР (1947). Лауреат Сталинской премии (1950).

## Биография
Д. А. Дударев родился 20 сентября (2 октября) 1890 года. На профессиональной сцене выступал с 1910 года Работал в провинциальных труппах. В 1920—1924 годах был комиссаром, режиссёром, актёром театра Губполитпросвета в Кременчуге, затем работал в передвижных украинских и русских драматических театрах. С 1927 года — играл на сцене Театра им. М. Заньковецкой (ныне Национальный академический украинский драматический театр им. Марии Заньковецкой), в 1944 году с труппой театра переехал во Львов.
Умер 6 августа 1960 года. Похоронен во Львове на Лычаковском кладбище.

## Творчество
Игра Д. А. Дударева отличалась интеллектуальностью, остротой сценического рисунка; актёр глубоко раскрывал психологию своих героев, совершенствовал искусство сценических деталей.

## Роли в театре
- «Три сестры» А. П. Чехова — Иван Романович Чебутыкин
- «Мартин Боруля» И. К. Карпенко-Карого — Мартин
- 1947 — «Правда» А. Е. Корнейчука — В. И. Ленин
- «В степях Украины» А. Е. Корнейчука — Галушка
- «Шельменко-денщик» Г. Ф. Квитки-Основьяненко — Шпак
- «На большую землю» А. Ф. Хижняка — Стадник
- «Беспокойная старость» Л. Н. Рахманова — Полежаев
- «Лимеривна» П. Мирного — Карп
- «Без вины виноватые» А. Н. Островского — Шмага

## Награды и премии
- Сталинская премия третьей степени (1950) — за исполнение роли Стадника в спектакле А. Ф. Хижняка «На большую землю»
- орден «Знак Почёта» (10.09.1947)
- медаль «За доблестный труд в Великой Отечественной войне 1941-1945 гг.»
- Народный артист УССР (1947)